# 佩克 (安蒂奧基亞省)
佩克（西班牙語：Peque）是哥倫比亞的城鎮，位於該國北部，由安蒂奧基亞省負責管轄，距離首府麥德林239公里，始建於1868年，面積392平方公里，海拔高度1,447米，2005年人口7,520。
7°01′N 75°55′W / 7.017°N 75.917°W